# Шадринская
Ша́дринская — деревня в составе Опаринского района Кировской области.

## География
Находится на расстоянии примерно 56 километров по прямой на юг-юго-запад от районного центра поселка Опарино.

## История
Деревня известна с 1859 года, когда в ней было учтено дворов 7 и жителей 48, в 1926 20 и 130, в 1950 35 и 95, в 1989 году было 54 жителя. До 2021 года входила в Стрельское сельское поселение Опаринского района, ныне непосредственно в составе Опаринского района.

## Население
Постоянное население  составляло 25 человек (русские 100%) в 2002 году, 13 в 2010.